# Понсонби, Фредерик, 6-й граф Бессборо
Фредерик Джордж Брабазон Понсонби, 6-й граф Бессборо (англ. Frederick George Brabazon Ponsonby, 6th Earl of Bessborough; 11 сентября 1815 — 11 марта 1895) — англо-ирландский пэр, игравший в крикет.

## Происхождение и образование
Родился 11 сентября 1815 года в Марилебоне. Третий сын Джона Понсонби, 4-го графа Бессборо (1781—1847), и его жены леди Марии Фейн (1787—1834). Он получил образование в школе Харроу и Тринити-колледже в Кембридже, который закончил в 1837 году со степенью магистра искусств. В 1837 году он был принят в Линкольнс-Инн, а в 1840 году был призван в коллегию адвокатов .

## Биография
28 января 1880 года после смерти своего старшего брата, Джона Понсонби, 5-го графа Бессборо (1809—1880), не оставившего после себя детей, Фредерик Понсонби унаследовал титулы 6-го графа Бессборо (Пэрство Ирландии), 3-го барона Дунканнона из Бессборо в графстве Килкенни (Пэрство Соединённого королевства), 6-го барона Понсонби из Сайсонби в графстве Лестершир (Пэрство Соединённого королевства), 7-го барона Бессборо из Бессборо в графстве Килкенни (Пэрство Ирландии) и 7-го виконта Дунканнона из замка Дунканнон в графстве Уэксфорд (Пэрство Ирландии), став членом Палаты лордов Великобритании.
На протяжении всей своей карьеры в крикете лорд Бессборо был известен как Достопочтенный Фредерик Понсонби. Он играл как в школе Харроу, так и в Кембриджском университете, отбивая правшой. Он был активным игроком примерно до 1845 года, после чего из-за травмы руки мог играть лишь время от времени. Понсонби был основателем крикетного клуба графства Суррей и был избран его первым вице-президентом.
Лорд Бессборо скончался в Вестминстере 11 марта 1895 года. Он был похоронен 19 марта 1895 года в Пилтауне, графство Килкенни, Ирландия. Он никогда не был женат, и ему наследовал графство его младший брат Уолтер.
Ему принадлежало 35 000 акров земли, в основном в графствах Килкенни и Карлоу.